# Ipomoea minutiflora
Ipomoea minutiflora là một loài thực vật có hoa trong họ Bìm bìm. Loài này được (M. Martens & Galeotti) House mô tả khoa học đầu tiên năm 1909.